# Labidocercus
Labidocercus is een geslacht van rechtvleugeligen uit de familie sabelsprinkhanen (Tettigoniidae). De wetenschappelijke naam van dit geslacht is voor het eerst geldig gepubliceerd in 1954 door Beier.

## Soorten
Het geslacht Labidocercus omvat de volgende soorten:
- Labidocercus amazonicus Beier, 1954
- Labidocercus granulosus Brunner von Wattenwyl, 1895
- Labidocercus minor Beier, 1954
- Labidocercus viridiafflatus Beier, 1954